# Acalypta parvula
Acalypta parvula, auch Kleine Moos-Netzwanze genannt, ist eine Wanze aus der Familie der Netzwanzen (Tingidae).

## Merkmale
Die Wanzen werden 1,6 bis 2,5 Millimeter lang. Die sehr kleinen Wanzen der Gattung Acalypta haben meist verkürzte (brachyptere) Flügel und eine eher ovale Körperform. Das vierte Glied der Fühler ist breiter als das dritte und der Kopf trägt vorne zwei Fortsätze, die zwischen den Fühlern entspringen. Acalypta parvula trägt drei Kiele auf dem Pronotum und ihr drittes Fühlerglied ist basal verdickt. Bei ihr treten häufig voll geflügelte (makroptere) Tiere auf. Dies sind meist Weibchen.

## Verbreitung und Lebensraum
Die Art ist in Nordafrika und Europa, über den westlichen Mittelmeerraum bis in den Süden Skandinaviens und im Osten bis in den Norden Russlands vor. Sie ist auch in Nordamerika verbreitet. In Deutschland ist sie weit verbreitet und meist häufig, nur in den Mittelgebirgen ist sie seltener und fehlt teilweise im Alpenraum. Sie ist in Österreich seltener, steigt in den Alpen aber bis etwa 2000 Meter Seehöhe. In Großbritannien ist sie die häufigste Art ihrer Gattung und weit verbreitet. Besiedelt werden trockene, warme und offene Lebensräume, gelegentlich auch feuchtere Orte. Man findet sie vor allem auf sandigen Böden, seltener auf steinigem oder lehmigem Untergrund.

## Lebensweise
Die Tiere leben vor allem in der Bodenstreu, sie kommen aber wie auch Acalypta gracilis in Moosen vor, kann aber auch weit von diesen entfernt nachgewiesen werden. Sie leben vermutlich an Thymianen (Thymus), Fetthennen (Sedum), Besenheide (Calluna), Ginstern (Genista) und anderen höher wachsenden Pflanzen. Man findet die Art häufig in der Nähe von Ameisennestern, zu denen sie jedoch in keiner Beziehung stehen. Diese Nähe entsteht auf Grund des Bewohnens der Bodenstreu. Makroptere Tiere können gut fliegen und besiedeln neue Lebensräume, weswegen man sie an solchen neuen Standorten häufig in großer Zahl findet. Die Imagines überwintern. Die Nymphen treten von Ende April bis Anfang August auf. Die adulten Tiere der neuen Generation sind bereits im Herbst geschlechtsreif, die Paarung erfolgt noch im September und Oktober vor der Überwinterung. Ob auch noch davor Eier abgelegt werden, ist nicht bekannt. Im Mai des nächsten Jahres kann man erneut Paarungen beobachten. Pro Jahr wird eine Generation ausgebildet, zumindest in temperaturbegünstigten, trockenen Lebensräumen im Süden Deutschlands sollen sich aber auch zwei Generationen pro Jahr entwickeln.

## Belege